# Alain Juppé
Alain Marie Juppé (Mont-de-Marsan, 15 augustus 1945) is een Frans politicus. Hij heeft verschillende politieke functies bekleed waaronder die van premier en van burgemeester. Juppé was van 1995 tot 1997 premier van Frankrijk. Op 14 maart 2008 is Juppé voor de derde ambtstermijn gekozen als burgemeester van de stad Bordeaux.

## Vroege carrière
Juppé werd geboren in een gaullistisch gezin en studeerde aan de École normale supérieure, 1964-1968, en het Sciences Po in Parijs, 1968-1970. Vervolgens volgde hij een opleiding bestuurskunde aan het École nationale d'administration, 1970-1972. Van 1969 tot 1970 vervulde hij zijn militaire dienstplicht. 
Van 1972 tot 1976 was hij inspecteur van financiën. Nadien werkte hij nauw samen met Jacques Chirac, die eerder, van 1974 tot 1976, premier was. Vervolgens bekleedde Juppé hoge functies binnen de gaullistische Rassemblement pour la République RPR. In de jaren tachtig was hij minister in het tweede kabinet van Chirac.  Van 1993 tot 1995 was hij minister van Buitenlandse Zaken onder premier Édouard Balladur. In 1995 werd hij voorzitter van de RPR.

## Premier
In 1995, nadat Chirac tot president was gekozen, werd Juppé door hem tot premier benoemd. Hij vormde een regering waarin twaalf vrouwen zaten, die in de pers de juppettes, minirokjes, werden genoemd. Een succes werden ze niet, en na 6 maanden moesten ze bijna allen het veld ruimen.
Het kabinet begon aan een drastische sanering van de economie en het overheidsbudget. Dit leidde in 1997 tot stakingen en acties. President Chirac zocht de steun van de zwijgende meerderheid door het parlement te ontbinden en verkiezingen uit  te schrijven. Deze werden echter gewonnen door de Parti Socialiste van Lionel Jospin waardoor Juppé moest aftreden.

## Burgemeester van Bordeaux
Alain Juppé werd op 19 juni 1995 gekozen tot burgemeester van Bordeaux. Zijn eerste ambtsperiode werd onderbroken op 2 december 2004 vanwege zijn veroordeling voor corruptie. Na het uitdienen van zijn straf werd Juppé op 13 oktober 2006 voor een tweede periode gekozen als burgemeester. Op 14 maart 2008 ging zijn derde ambtstermijn in. Juppé heeft onder meer bijgedragen aan beter openbaar vervoer. De stad Bordeaux kreeg een TGV-verbinding en in 2003 werd de tram van Bordeaux opnieuw geïntroduceerd. 

## Veroordeling 2004
In 2004 stond Juppé voor de rechtbank van Nanterre terecht, wegens onregelmatigheden in de partijfinanciën in de tijd dat hij voorzitter van de RPR was. Hij werd veroordeeld tot een voorwaardelijke gevangenisstraf van 18 maanden en een verbod gedurende de komende 10 jaar een openbaar ambt te bekleden, wat in feite het einde van zijn politieke carrière zou betekenen.
Juppé ging tegen dit vonnis in beroep en werd in hoger beroep veroordeeld tot een voorwaardelijke gevangenisstraf van 14 maanden en een verbod om gedurende één jaar een openbaar ambt uit te oefenen. De dag nadien legde hij dan ook zijn burgemeesterschap van Bordeaux neer.

## Opnieuw maire
In 2009 behaalde Juppé opnieuw een meerderheid in Bordeaux en werd weer maire. Hij bleef dit tot in 2019 en nam toen ontslag naar aanleiding van zijn benoeming als lid van het Franse Conseil Constutionnel.

## Kabinetten-Fillon
Gedurende de campagne voor de Franse presidentsverkiezingen van 2007 steunde hij de later verkozen Nicolas Sarkozy. Deze laatste benoemde hem op 18 mei 2007 tot minister van milieu, energie en transport en tevens tot vicepremier in de regering van François Fillon. Juppé verloor bij de parlementsverkiezingen van 10 en 17 juni 2007 zijn zetel in de Assemblée Nationale, waarna hij op 18 juni zijn ontslag indiende. 
Hij keerde op 14 november 2010 terug in het derde kabinet-Fillon, nu als minister van defensie, als opvolger van Hervé Morin. In zijn nieuwe ambt was hij met zijn Duitse evenknie aanwezig toen op 10 december 2010 een Duitse brigade in Straatsburg de wapens opnam. Dat was de eerste maal sinds de vorming van de Frans-Duitse brigade.
Juppé was van februari 2011 tot mei 2012 minister van Buitenlandse Zaken, als opvolger van Michèle Alliot-Marie.

## Kandidaat presidentsverkiezingen 2017
Op 20 augustus 2014 maakte Juppé zijn kandidatuur voor de Franse presidentsverkiezingen 2017 bekend. Hij bereikte de tweede en beslissende ronde, maar werd door zijn grootste uitdager François Fillon verslagen
- Bibliothèque nationale de France: cb11909252t (data)
- Gemeinsame Normdatei: 119175096
- International Standard Name Identifier: 0000 0001 2148 441X
- Library of Congress Control Number: n82210535
- Nationale Bibliotheek van Israël: 987007263479205171
- Nationale Bibliotheek van Polen: a0000001279381
- Nederlandse Thesaurus van Auteursnamen: 167982532
- SNAC: w6zt98k4
- Système universitaire de documentation: 031959229
- Virtual International Authority File: 115228121
- WorldCat: E39PBJgRVf3x4fJQVM76HJqhHC